# Seznam dílů seriálu Pašák
Toto je seznam dílů seriálu Pašák. V Česku premiérově vysílala 1.–2. řadu TV Prima, 3.–4. řadu TV Barrandov a 5. řadu TV Nova.

## Přehled řad
| Řada | Díly | Premiéra v Německu | Premiéra v Německu | Premiéra v ČR   | Premiéra v ČR   |
| Řada | Díly | První díl          | Poslední díl       | První díl       | Poslední díl    |
| ---- | ---- | ------------------ | ------------------ | --------------- | --------------- |
| 1    | 2    | 12. dubna 2000     | 19. dubna 2000     | 24. ledna 2003  | 31. ledna 2003  |
| 2    | 2    | 14. února 2001     | 21. února 2001     | 7. února 2003   | 14. února 2003  |
| 3    | 2    | 8. května 2002     | 15. května 2002    | 29. dubna 2024  | 6. května 2024  |
| 4    | 2    | 7. května 2003     | 14. května 2003    | 13. května 2024 | 20. května 2024 |
| 5    | 2    | 29. června 2005    | 6. července 2005   | 21. května 2006 | 28. května 2006 |

## Seznam dílů

### První řada (2000)
| Č. v seriálu | Č. v řadě | Původní název             | Český název                | Premiéra v Německu | Premiéra v ČR (TV Prima) |
| ------------ | --------- | ------------------------- | -------------------------- | ------------------ | ------------------------ |
| 1            | 1         | Tote buchen keinen Urlaub | Mrtví nejezdí na dovolenou | 12. dubna 2000     | 24. ledna 2003           |
| 2            | 2         | In bester Gesellschaft    | V nejlepší společnosti     | 19. dubna 2000     | 31. ledna 2003           |

### Druhá řada (2001)
| Č. v seriálu | Č. v řadě | Původní název      | Český název          | Premiéra v Německu | Premiéra v ČR (TV Prima) |
| ------------ | --------- | ------------------ | -------------------- | ------------------ | ------------------------ |
| 3            | 1         | Alles für die Katz | Všechno je pro kočku | 14. února 2001     | 7. února 2003            |
| 4            | 2         | Vater gesucht      | Hledá se otec        | 21. února 2001     | 14. února 2003           |

### Třetí řada (2002)
| Č. v seriálu | Č. v řadě | Původní název       | Český název | Premiéra v Německu | Premiéra v ČR (TV Barrandov) |
| ------------ | --------- | ------------------- | ----------- | ------------------ | ---------------------------- |
| 5            | 1         | Eine Frage der Ehre | —           | 8. května 2002     | 29. dubna 2024               |
| 6            | 2         | SOS Maria           | —           | 15. května 2002    | 6. května 2024               |

### Čtvrtá řada (2003)
| Č. v seriálu | Č. v řadě | Původní název               | Český název | Premiéra v Německu | Premiéra v ČR (TV Barrandov) |
| ------------ | --------- | --------------------------- | ----------- | ------------------ | ---------------------------- |
| 7            | 1         | Engel – Retter der Senioren | —           | 7. května 2003     | 13. května 2024              |
| 8            | 2         | Mord im Zoo                 | —           | 14. května 2003    | 20. května 2024              |

### Pátá řada (2005)
| Č. v seriálu | Č. v řadě | Původní název     | Český název   | Premiéra v Německu | Premiéra v ČR (TV Nova) |
| ------------ | --------- | ----------------- | ------------- | ------------------ | ----------------------- |
| 9            | 1         | Giftbrühe         | Špinavý kšeft | 29. června 2005    | 21. května 2006         |
| 10           | 2         | Schlaflose Nächte | Bezesné noci  | 6. července 2005   | 28. května 2006         |